# Fame (sèrie de televisió)
Fame és una sèrie de televisió estatunidenca emesa entre 1982 i 1987.

## Argument
La sèrie és una continuació per a la pantalla petita de la pel·lícula Fama, dirigida per Alan Parker en 1980. La sèrie va comptar amb bona part del repartiment de la versió cinematogràfica.
Es narraven les peripècies, desventures, esforços, èxits i frustracions dels professors i els alumnes de l'Escola d'Art de Nova York (New York City High School for the Performing Arts). Els joves aspirants a artistes havien de formar-se en les més variades disciplines: dansa, cant, literatura, interpretació fins a aconseguir l'èxit anhelat.
Cada episodi començava amb unes paraules de Lydia, la professora de ball (interpretada per Debbie Allen), que resumien la filosofia que alimentava les trames i que es van fer molt populars en el seu moment: Busqueu la fama, però la fama costa i aquí és on començareu a pagar. Amb suor.

## Producció
L'espectacle va ser produït per MGM Television i es va emetre a la NBC a partir del 7 de gener de 1982. Tot i les ressenyes brillants de la crítica, les puntuacions van ser menys que impressionants i NBC la va cancel·lar dues temporades. Tanmateix, per acord especial amb LBS Communications, MGM va reviure la sèrie per a la sindicació de primera temporada a la tardor de 1983, on va continuar quatre temporades més, amb l'últim episodi de primera tirada emès als Estats Units el 18 de maig de 1987.
Després de la seva cancel·lació, dues versions de la sèrie es van sindicar en repeticions: els episodis originals d'una hora, que normalment contenien una trama principal, una trama secundària i dos o més números musicals; i una segona versió, despullada de números musicals i de subtrama i reduïda a 30 minuts de durada.
La cançó temàtica del programa va ser un èxit popular per a la cantant Irene Cara, ja que va aparèixer a la pel·lícula. Una versió re-gravada del tema, amb instrumentació similar a la cançó del 1980, va ser utilitzada a la sèrie de televisió i cantada per la co-estrella Erica Gimpel, que interpretava el mateix personatge, Coco Hernandez.
Tot i que Gimpel va deixar la sèrie a la meitat de la tercera temporada (després que el programa passés de NBC a la primera sindicació el 1983), les seves veus inicials encara van aparèixer a la sèrie durant dues temporades més. Una versió actualitzada de la cançó, amb un modern sabor sintètic de hard rock, es va introduir a la tardor de 1985 i va ser interpretada pel nou membre del repartiment Loretta Chandler (Dusty). Aquesta versió va funcionar durant les dues últimes temporades de Fame.
"I Still Believe In Me", d'un episodi de la sèrie titulat "Passing Grade", va ser nominat al Premi Emmy a la millor cançó original. Va ser interpretada per Erica Gimpel i Debbie Allen, i coescrita per Gary Portnoy, conegut per coescriure i cantar Where Everybody Knows Your Name, el tema de "Cheers". Al Regne Unit, dos singles acreditats a The Kids from "Fame", "Hi-Fidelity" i "Starmaker", van arribar al top 10 dels UK Singles Chart.
Quatre membres del repartiment de la pel·lícula original van aparèixer a la sèrie de televisió. Lee Curreri va interpretar al personatge Bruno Martelli, un geni musical introvertit. Gene Anthony Ray va interpretar a Leroy Johnson, un ballarí amb talent natural, que va a una audició i entra a l'acadèmia. A la pel·lícula, Leroy també és semiliterat, però va canviar a que tingués un "nivell de lectura de quart grau" a la sèrie de televisió. Albert Hague va interpretar al professor Benjamin Shorofsky, un professor de música alemany que va lluitar constantment amb Bruno Martelli per estils musicals. L'últim membre del repartiment de la pel·lícula va ser Debbie Allen, que va interpretar a la instructora de dansa Lydia Grant. Allen només apareixia breument a la pel·lícula, però el seu personatge es va ampliar a la sèrie. També es va convertir en la coreògrafa original del programa, a més de dirigir diversos episodis i coproduir una temporada.
A més, diversos personatges van ser traslladats de la pel·lícula, interpretats per diferents actors. Els productors del programa van oferir a Irene Cara el paper de Coco Hernandez, però va declinar-ho educadament, ja que desitjava centrar-se en el desenvolupament de la seva incipant carrera cantant. El paper va ser interpretat per Erica Gimpel. L'actor P. R. Paul va interpretar a Montgomery McNeil a la sèrie, mentre Paul McCrane interpretava l'estudiant gai a la pel·lícula. El personatge de Montgomery es va canviar per la televisió i ja no era gai. La professora d’anglès Elizabeth Sherwood va ser interpretada a la pel·lícula per l’actriu Anne Meara, però a la sèrie va ser interpretada per l’actriu Carol Mayo Jenkins.
El personatge de Ralph Garci (Tommy Aguilar hereu del paper interpretat a la pel·lícula per Barry Miller) va aparèixer als primers episodis de la versió televisiva, però es va transformar en el personatge de Danny Amatullo, (el cognom del qual és el del productor associat Tony Amatullo) i interpretat per Carlo Imperato. El personatge Doris Schwartz, interpretat per Valerie Landsburg a la sèrie, mentre que el personatge de Doris Finsecker va aparèixer en la versió cinematogràfica i va ser interpretat per Maureen Teefy.
La xarxa de cable centrada en les arts Ovation va començar a emetre repeticions de Fame el 2011 durant un període.

## Repercussions
Els joves intèrprets de la sèrie van aconseguir una enorme popularitat tant dins com fora dels Estats Units, i es van organitzar gires de concerts en directe, fins i tot després de la cancel·lació de la sèrie.
El tema principal de la sèrie és el mateix de la pel·lícula. Estava interpretat originalment per Irene Cara i va ser un dels èxits comercials més importants del mercat musical als anys vuitanta.
També s'ha realitzat un musical de Broadway, titulat precisament Fame i estrenat en 1996.

## Premis
- 3 Globus d'Or: Millor sèrie de comèdia/musical en 1982 i 1983 i millor actriu (Debbie Allen) en 1982, a més d'altres dues nominacions.
- 9 Premis Emmy, i altres 29 nominacions.

## Repartiment
Encara que els personatges del professorat van ser bastant estables, va haver-hi molta rotació entre els alumnes de l'Acadèmia, i amb l'excepció dels personatges de Danny Amatullo i Leroy Johnson, cap estudiant es va mantenir en la sèrie al llarg de les sis temporades:

### Professors
- Debbie Allen..... Lydia Grant. Professora de dansa.
- Albert Hague..... Benjamin Shorofsky. Professor de música d'origen polonès.
- Graham Jarvis..... Principal Bob Dyrenforth (episodis 98-136). Director de l'escola.
- Carol Mayo Jenkins..... Elizabeth Sherwood (temporades 1-5). Professora de Literatura.
- Ann Nelson..... Mrs. Gertrude Berg (episodis 66-136). Secretària i conserge.
- Eric Pierpoint..... Paul Seeger (episodis 115-136)
- Morgan Stevens..... David Reardon (temporades 2, 3 & 4). Professor de teatre.
- Ken Swofford..... Quentin Morloch (episodis 40-97). Director de l'Acadèmia.
- Michael Thoma..... Greg Crandall (temporada 1). Professor de teatre.

### Alumnes
- Gene Anthony Ray..... Leroy Johnson (temporades 1–6). Un dels millors ballarins de l'acadèmia.
- Carlo Imperato..... Danny Amatullo (temporades 1–6). Actor sobretot dotat per a la comèdia.
- Valerie Landsburg..... Doris Schwartz (temporades 1–4). Actriu amb dots de cant.
- Lee Curreri..... Bruno Martelli (temporades 1–3). Pianista i compositor.
- Erica Gimpel[5] ..... Coco Hernández (temporades 1–3)
- Lori Singer..... Julie Miller (temporades 1–2). Violoncel·lista.
- P.R. Paul..... Montgomery MacNeil (temporada 1). Actor amb ambicions empresarials.
- Billy Hufsey..... Christopher Donlon (temporades 3–6). Ballarí.
- Cynthia Gibb..... Holly Laird (temporades 3–5). Actriu de gran bellesa.
- Jesse Borrego..... Jesse Velasquez (temporades 4–6). Ballarí mexicà.
- Nia Peeples..... Nicole Chapman (temporades 4–6). Ballarina i cantant. Mor en la sisena temporada en un accident de cotxe.
- Janet Jackson..... Cleo Hewitt (temporada 4)
- Carrie Hamilton..... Reggie Higgins (temporades 5–6)
- Loretta Chandler..... Dusty Tyler (temporades 5–6)
- Page Hannah..... Kate Riley (temporada 5)
- Elisa Heinsohn..... Jillian Beckett (temporada 6)
- Michael Cerveris..... Ian Ware (temporada 6)
- Olivia Barash..... Maxie Sharp (temporada 6)

### Secundaris
- Carmine Caridi..... Angelo Martelli (temporades 1–2). Pare de Bruno.
- Michael DeLorenzo..... Michael (temporades 1–3)
- Denny Dillon ..... Corky (temporada 6)
- David Greenlee ..... Dwight Mendenhall (temporades 2–5). Intèrpret de trombó.
- Robert Romanus..... Miltie Horowitz (temporades 5–6)
- Carolyn J. Silas ..... Laura Mackie (temporades 6)
- Sam Slovick ..... Cassidy (temporada 4)
- Bronwyn Thomas ..... Michelle (temporades 1–4)
- Caryn Ward ..... Tina Johnson (temporades 5–6)

## La sèrie a Espanya
A Espanya la sèrie va ser estrenada per Televisió espanyola el 20 de febrer de 1983, i va aconseguir el favor del públic aconseguint el premi TP d'Or 1983 a la millor sèrie estrangera.
Vint anys després, la sèrie espanyola Un paso adelante, igualment popular, va suposar una sort d'adaptació de Fama en moltes de les seves premisses al públic espanyol.
En 2008, el programa Fama, ¡a bailar!, ha convertit la sèrie en reality show.